# Michal Schmuck
Michal Schmuck (Rusovce, 6 gennaio 1909 – Bratislava, 11 giugno 1980) è stato un pallanuotista cecoslovacco, che ha partecipato ai Giochi di Amsterdam 1928.